# Stagioni dei Washington Commanders
Questa è la lista delle stagioni sportive dei Washington Commanders nella National Football League che documenta i risultati stagione per stagione dal 1932 ad oggi, compresi i risultati nei play-off.

## Risultati stagione per stagione
| Cronistoria dei Washington Commanders | Cronistoria dei Washington Commanders | Cronistoria dei Washington Commanders | Cronistoria dei Washington Commanders | Cronistoria dei Washington Commanders | Cronistoria dei Washington Commanders | Cronistoria dei Washington Commanders | Cronistoria dei Washington Commanders | Cronistoria dei Washington Commanders | Cronistoria dei Washington Commanders | Cronistoria dei Washington Commanders                                                                         |                              |
| Stagione di lega                      | Stagione di squadra                   | Lega                                  | Conference                            | Division                              | Stagione regolare                     | Stagione regolare                     | Stagione regolare                     | Stagione regolare                     | Play-off | Premi individuali                                                                                             |                              |
| Stagione di lega                      | Stagione di squadra                   | Lega                                  | Conference                            | Division                              | Pos.                                  | V                                     | S                                     | P                                     | Play-off | Premi individuali                                                                                             |                              |
| ------------------------------------- | ------------------------------------- | ------------------------------------- | ------------------------------------- | ------------------------------------- | ------------------------------------- | ------------------------------------- | ------------------------------------- | ------------------------------------- | --- | --- | ---------------------------- |
| 1932                                  | 1932                                  | NFL                                   |                                       |                                       | 4                                     | 4                                     | 4                                     | 2                                     | non disputati | Inseriti nella NFL con il nome Boston Braves                                                                  |                              |
| 1933                                  | 1933                                  | NFL                                   | NFL                                   | Eastern                               | 3                                     | 5                                     | 5                                     | 2                                     | non disputati | Assumono il nome Boston Redskins                                                                              |                              |
| 1934                                  | 1934                                  | NFL                                   | NFL                                   | Eastern                               | 2                                     | 6                                     | 6                                     | 0                                     | non disputati | |                              |
| 1935                                  | 1935                                  | NFL                                   | NFL                                   | Eastern                               | 4                                     | 2                                     | 8                                     | 1                                     | non disputati | |                              |
| 1936                                  | 1936                                  | NFL                                   | NFL                                   | Eastern                               | 1                                     | 7                                     | 5                                     | 0                                     | S NFL Championship contro i Green Bay Packers (21-6) | |                              |
| 1937                                  | 1937                                  | NFL                                   | NFL                                   | Eastern                               | 1                                     | 8                                     | 3                                     | 0                                     | V NFL Championship contro i Chicago Bears (28-21) | Assumono il nome Washington Redskins                                                                          |                              |
| 1938                                  | 1938                                  | NFL                                   | NFL                                   | Eastern                               | 2                                     | 6                                     | 3                                     | 2                                     | non disputati | |                              |
| 1939                                  | 1939                                  | NFL                                   | NFL                                   | Eastern                               | 2                                     | 8                                     | 2                                     | 1                                     | non disputati | |                              |
| 1940                                  | 1940                                  | NFL                                   | NFL                                   | Eastern                               | 1                                     | 9                                     | 2                                     | 0                                     | S NFL Championship contro i Chicago Bears (73-0) | |                              |
| 1941                                  | 1941                                  | NFL                                   | NFL                                   | Eastern                               | 3                                     | 6                                     | 5                                     | 0                                     | non disputati | |                              |
| 1942                                  | 1942                                  | NFL                                   | NFL                                   | Eastern                               | 1                                     | 10                                    | 1                                     | 0                                     | V NFL Championship contro i Chicago Bears (14-6) | |                              |
| 1943                                  | 1943                                  | NFL                                   | NFL                                   | Eastern                               | 1                                     | 6                                     | 3                                     | 1                                     | V Eastern Divisional play-off contro i New York Giants (28-0) S NFL Championship contro i Chicago Bears (41-21)                                                                                   | |                              |
| 1944                                  | 1944                                  | NFL                                   | NFL                                   | Eastern                               | 3                                     | 6                                     | 3                                     | 1                                     | non disputati | |                              |
| 1945                                  | 1945                                  | NFL                                   | NFL                                   | Eastern                               | 1                                     | 8                                     | 2                                     | 0                                     | S NFL Championship contro i Cleveland Rams (15-14) | |                              |
| 1946                                  | 1946                                  | NFL                                   | NFL                                   | Eastern                               | T-3                                   | 5                                     | 5                                     | 1                                     | non disputati | |                              |
| 1947                                  | 1947                                  | NFL                                   | NFL                                   | Eastern                               | 4                                     | 4                                     | 8                                     | 0                                     | non disputati | |                              |
| 1948                                  | 1948                                  | NFL                                   | NFL                                   | Eastern                               | 2                                     | 7                                     | 5                                     | 0                                     | non disputati | |                              |
| 1949                                  | 1949                                  | NFL                                   | NFL                                   | Eastern                               | 4                                     | 4                                     | 7                                     | 1                                     | non disputati | |                              |
| 1950                                  | 1950                                  | NFL                                   | American                              |                                       | 6                                     | 3                                     | 9                                     | 0                                     | non disputati | Inseriti nella NFL American non ci sono division.                                                             |                              |
| 1951                                  | 1951                                  | NFL                                   | American                              |                                       | 3                                     | 5                                     | 7                                     | 0                                     | non disputati | |                              |
| 1952                                  | 1952                                  | NFL                                   | American                              |                                       | T-5                                   | 4                                     | 8                                     | 0                                     | non disputati | |                              |
| 1953                                  | 1953                                  | NFL                                   | Eastern                               |                                       | 3                                     | 6                                     | 5                                     | 1                                     | non disputati | Inseriti nella NFL Eastern continuano a non esserci division.                                                 |                              |
| 1954                                  | 1954                                  | NFL                                   | Eastern                               |                                       | 5                                     | 3                                     | 9                                     | 0                                     | non disputati | |                              |
| 1955                                  | 1955                                  | NFL                                   | Eastern                               |                                       | 2                                     | 8                                     | 4                                     | 0                                     | non disputati | |                              |
| 1956                                  | 1956                                  | NFL                                   | Eastern                               |                                       | 3                                     | 6                                     | 6                                     | 0                                     | non disputati | |                              |
| 1957                                  | 1957                                  | NFL                                   | Eastern                               |                                       | 4                                     | 5                                     | 6                                     | 1                                     | non disputati | |                              |
| 1958                                  | 1958                                  | NFL                                   | Eastern                               |                                       | 4                                     | 4                                     | 7                                     | 1                                     | non disputati | |                              |
| 1959                                  | 1959                                  | NFL                                   | Eastern                               |                                       | 5                                     | 3                                     | 9                                     | 0                                     | non disputati | |                              |
| 1960                                  | 1960                                  | NFL                                   | Eastern                               |                                       | 6                                     | 1                                     | 9                                     | 2                                     | non disputati | |                              |
| 1961                                  | 1961                                  | NFL                                   | Eastern                               |                                       | 7                                     | 1                                     | 12                                    | 1                                     | non disputati | |                              |
| 1962                                  | 1962                                  | NFL                                   | Eastern                               |                                       | 4                                     | 5                                     | 7                                     | 2                                     | non disputati | |                              |
| 1963                                  | 1963                                  | NFL                                   | Eastern                               |                                       | 6                                     | 3                                     | 11                                    | 0                                     | non disputati | |                              |
| 1964                                  | 1964                                  | NFL                                   | Eastern                               |                                       | T-3                                   | 6                                     | 8                                     | 0                                     | non disputati | |                              |
| 1965                                  | 1965                                  | NFL                                   | Eastern                               |                                       | 4                                     | 6                                     | 8                                     | 0                                     | non disputati | |                              |
| 1966                                  | 1966                                  | NFL                                   | Eastern                               |                                       | 5                                     | 7                                     | 7                                     | 0                                     | non disputati | Viene giocato il 1º Super Bowl.                                                                               |                              |
| 1967                                  | 1967                                  | NFL                                   | Eastern                               | Capitol                               | 3                                     | 5                                     | 6                                     | 3                                     | non disputati | Inseriti nella Eastern Conference Division Capitol.                                                           |                              |
| 1968                                  | 1968                                  | NFL                                   | Eastern                               | Capitol                               | 3                                     | 5                                     | 9                                     | 0                                     | non disputati | |                              |
| 1969                                  | 1969                                  | NFL                                   | Eastern                               | Capitol                               | 2                                     | 7                                     | 5                                     | 2                                     | non disputati | |                              |
| 1970                                  | 1970                                  | NFL                                   | NFC                                   | East                                  | 4                                     | 6                                     | 8                                     | 0                                     | non disputati | Inseriti nella NFC East a seguito della fusione tra AFL e NFL.                                                |                              |
| 1971                                  | 1971                                  | NFL                                   | NFC                                   | East                                  | 2                                     | 9                                     | 4                                     | 1                                     | S Divisional play-off contro i San Francisco 49ers (24-20) | |                              |
| 1972                                  | 1972                                  | NFL                                   | NFC                                   | East                                  | 1                                     | 11                                    | 3                                     | 0                                     | V Divisional play-off contro i Green Bay Packers (16-3) V NFC Championship contro i Dallas Cowboys (26-3) S Super Bowl VII contro i Miami Dolphins (14-7)                                         | |                              |
| 1973                                  | 1973                                  | NFL                                   | NFC                                   | East                                  | 2                                     | 10                                    | 4                                     | 0                                     | S Divisional play-off contro i Minnesota Vikings (27-20) | |                              |
| 1974                                  | 1974                                  | NFL                                   | NFC                                   | East                                  | 2                                     | 10                                    | 4                                     | 0                                     | S Divisional play-off contro i Los Angeles Rams (19-10) | |                              |
| 1975                                  | 1975                                  | NFL                                   | NFC                                   | East                                  | 3                                     | 8                                     | 6                                     | 0                                     | non disputati | |                              |
| 1976                                  | 1976                                  | NFL                                   | NFC                                   | East                                  | 2                                     | 10                                    | 4                                     | 0                                     | S Divisional play-off contro i Minnesota Vikings (35-20) | |                              |
| 1977                                  | 1977                                  | NFL                                   | NFC                                   | East                                  | 2                                     | 9                                     | 5                                     | 0                                     | non disputati | |                              |
| 1978                                  | 1978                                  | NFL                                   | NFC                                   | East                                  | 3                                     | 8                                     | 8                                     | 0                                     | non disputati | Da questa stagione le partite della stagione regolare diventano 16.                                           |                              |
| 1979                                  | 1979                                  | NFL                                   | NFC                                   | East                                  | 3                                     | 10                                    | 6                                     | 0                                     | non disputati | |                              |
| 1980                                  | 1980                                  | NFL                                   | NFC                                   | East                                  | 3                                     | 6                                     | 10)                                   | 0                                     | non disputati | |                              |
| 1981                                  | 1981                                  | NFL                                   | NFC                                   | East                                  | 4                                     | 8                                     | 8                                     | 0                                     | non disputati | |                              |
| 1982                                  | 1982                                  | NFL                                   | NFC                                   |                                       | 1                                     | 8                                     | 1                                     | 0                                     | V First Round contro i Detroit Lions (31-7) V Second Round contro i Minnesota Vikings (21-7) V NFC Championship contro i Dallas Cowboys (31-17) V Super Bowl XVII contro i Miami Dolphins (27-17) | A causa di uno sciopero nella stagione si disputarono solo 9 partite e non vi furono classifiche di Division. |                              |
| 1983                                  | 1983                                  | NFL                                   | NFC                                   | East                                  | 1                                     | 14                                    | 2                                     | 0                                     | V Divisional play-off contro i Los Angeles Rams (51-7) V NFC Championship contro i San Francisco 49ers (24-21) S Super Bowl XVIII contro i Los Angeles Raiders (38-9)                             | |                              |
| 1984                                  | 1984                                  | NFL                                   | NFC                                   | East                                  | 1                                     | 11                                    | 5                                     | 0                                     | S Divisional play-off contro i Chicago Bears (23-19) | |                              |
| 1985                                  | 1985                                  | NFL                                   | NFC                                   | East                                  | 3                                     | 10                                    | 6                                     | 0                                     | non disputati | |                              |
| 1986                                  | 1986                                  | NFL                                   | NFC                                   | East                                  | 2                                     | 12                                    | 4                                     | 0                                     | V Wild Card Game contro i Los Angeles Rams (19-7) V Divisional play-off contro i Chicago Bears (27-13) S NFC Championship contro i New York Giants (17-0)                                         | |                              |
| 1987                                  | 1987                                  | NFL                                   | NFC                                   | East                                  | 1                                     | 11                                    | 4                                     | 0                                     | V Divisional play-off contro i Chicago Bears (21-17) V NFC Championship contro i Minnesota Vikings (17-10) V Super Bowl XXII contro i Denver Broncos (42-10)                                      | In questa stagione a causa di uno sciopero hanno giocato una partita in meno.                                 |                              |
| 1988                                  | 1988                                  | NFL                                   | NFC                                   | East                                  | 3                                     | 7                                     | 9                                     | 0                                     | non disputati | |                              |
| 1989                                  | 1989                                  | NFL                                   | NFC                                   | East                                  | 3                                     | 10                                    | 6                                     | 0                                     | non disputati | |                              |
| 1990                                  | 1990                                  | NFL                                   | NFC                                   | East                                  | 3                                     | 10                                    | 6                                     | 0                                     | V Wild Card Game contro i Philadelphia Eagles (20-6) S Divisional play-off contro i San Francisco 49ers (28-10)                                                                                   | |                              |
| 1991                                  | 1991                                  | NFL                                   | NFC                                   | East                                  | 1                                     | 14                                    | 2                                     | 0                                     | V Divisional play-off contro gli Atlanta Falcons (24-7) V NFC Championship contro i Detroit Lions (41-10) V Super Bowl XXVI contro i Buffalo Bills (37-24)                                        | |                              |
| 1992                                  | 1992                                  | NFL                                   | NFC                                   | East                                  | 3                                     | 9                                     | 7                                     | 0                                     | V Wild Card Game contro i Minnesota Vikings (24-7) S Divisional play-off contro i Dallas Cowboys (34-10)                                                                                          | |                              |
| 1993                                  | 1993                                  | NFL                                   | NFC                                   | East                                  | 5                                     | 4                                     | 12                                    | 0                                     | non disputati | |                              |
| 1994                                  | 1994                                  | NFL                                   | NFC                                   | East                                  | 5                                     | 3                                     | 13                                    | 0                                     | non disputati | |                              |
| 1995                                  | 1995                                  | NFL                                   | NFC                                   | East                                  | 3                                     | 6                                     | 10                                    | 0                                     | non disputati | |                              |
| 1996                                  | 1996                                  | NFL                                   | NFC                                   | East                                  | 3                                     | 9                                     | 7                                     | 0                                     | non disputati | |                              |
| 1997                                  | 1997                                  | NFL                                   | NFC                                   | East                                  | 2                                     | 8                                     | 7                                     | 1                                     | non disputati | |                              |
| 1998                                  | 1998                                  | NFL                                   | NFC                                   | East                                  | 4                                     | 6                                     | 10                                    | 0                                     | non disputati | |                              |
| 1999                                  | 1999                                  | NFL                                   | NFC                                   | East                                  | 1                                     | 10                                    | 6                                     | 0                                     | V Wild Card Game contro i Detroit Lions (27-13) S Divisional play-off contro i Tampa Bay Buccaneers (14-13)                                                                                       | |                              |
| 2000                                  | 2000                                  | NFL                                   | NFC                                   | East                                  | 3                                     | 8                                     | 8                                     | 0                                     | non disputati | |                              |
| 2001                                  | 2001                                  | NFL                                   | NFC                                   | East                                  | 2                                     | 8                                     | 8                                     | 0                                     | non disputati | |                              |
| 2002                                  | 2002                                  | NFL                                   | NFC                                   | East                                  | 3                                     | 7                                     | 9                                     | 0                                     | non disputati | |                              |
| 2003                                  | 2003                                  | NFL                                   | NFC                                   | East                                  | 3                                     | 5                                     | 11                                    | 0                                     | non disputati | |                              |
| 2004                                  | 2004                                  | NFL                                   | NFC                                   | East                                  | 4                                     | 6                                     | 10                                    | 0                                     | non disputati | |                              |
| 2005                                  | 2005                                  | NFL                                   | NFC                                   | East                                  | 2                                     | 10                                    | 6                                     | 0                                     | V Wild Card Game contro i Tampa Bay Buccaneers (17-10) S Divisional play-off contro i Seattle Seahawks (20-10)                                                                                    | |                              |
| 2006                                  | 2006                                  | NFL                                   | NFC                                   | East                                  | 4                                     | 5                                     | 11                                    | 0                                     | non disputati | |                              |
| 2007                                  | 2007                                  | NFL                                   | NFC                                   | East                                  | 3                                     | 9                                     | 7                                     | 0                                     | S Wild Card Game contro i Seattle Seahawks (35-14) | |                              |
| 2008                                  | 2008                                  | NFL                                   | NFC                                   | East                                  | 4                                     | 8                                     | 8                                     | 0                                     | non disputati | |                              |
| 2009                                  | 2009                                  | NFL                                   | NFC                                   | East                                  | 4                                     | 4                                     | 12                                    | 0                                     | non disputati | |                              |
| 2010                                  | 2010                                  | NFL                                   | NFC                                   | East                                  | 3                                     | 6                                     | 10                                    | 0                                     | non disputati | |                              |
| 2011                                  | 2011                                  | NFL                                   | NFC                                   | East                                  | 4                                     | 5                                     | 11                                    | 0                                     | non disputati | |                              |
| 2012                                  | 2012                                  | NFL                                   | NFC                                   | East                                  | 1                                     | 10                                    | 6                                     | 0                                     | S Wild Card Game contro i Seattle Seahawks (14-24) | |                              |
| 2013                                  | 2013                                  | NFL                                   | NFC                                   | East                                  | 4                                     | 3                                     | 13                                    | 0                                     | non disputati | |                              |
| 2014                                  | 2014                                  | NFL                                   | NFC                                   | East                                  | 4                                     | 4                                     | 12                                    | 0                                     | non disputati | |                              |
| 2015                                  | 2015                                  | NFL                                   | NFC                                   | East                                  | 1                                     | 9                                     | 7                                     | 0                                     | S Wild Card Game contro i Green Bay Packers (38-15) | |                              |
| 2016                                  | 2016                                  | NFL                                   | NFC                                   | East                                  | 3                                     | 8                                     | 7                                     | 1                                     | non disputati | |                              |
| 2017                                  | 2017                                  | NFL                                   | NFC                                   | East                                  | 3                                     | 7                                     | 9                                     | 0                                     | non disputati | |                              |
| 2018                                  | 2018                                  | NFL                                   | NFC                                   | East                                  | 3                                     | 7                                     | 9                                     | 0                                     | non disputati | |                              |
| 2019                                  | 2019                                  | NFL                                   | NFC                                   | East                                  | 4                                     | 3                                     | 13                                    | 0                                     | non disputati | |                              |
| 2020                                  | 2020                                  | NFL                                   | NFC                                   | East                                  | 1                                     | 7                                     | 9                                     | 0                                     | S Wild Card Game contro i Buccaneers (31-23) | Assumono il nome Washington Football Team                                                                     |                              |
| 2021                                  | 2021                                  | NFL                                   | NFC                                   | East                                  | 3                                     | 7                                     | 10                                    | 0                                     | non disputati | Da questa stagione le partite della stagione regolare diventano 17.                                           |                              |
| 2022                                  | 2022                                  | NFL                                   | NFC                                   | East                                  | 4                                     | 8                                     | 8                                     | 1                                     | non disputati | Assumono il nome Washington Commanders                                                                        |                              |
| 2023                                  | 2023                                  | NFL                                   | NFC                                   | East                                  | 4                                     | 4                                     | 13                                    | 0                                     | non disputati | |                              |
| 2024 (in corso)                       | 2024                                  | NFL                                   | NFC                                   | East                                  |                                       |                                       |                                       |                                       | non disputati | |                              |
| Totale                                | Totale                                | Totale                                | Totale                                | Totale                                | Totale                                | 629                                   | 643                                   | 29                                    | Record di stagione regolare | Record di stagione regolare                                                                                   | Record di stagione regolare  |
| Totale                                | Totale                                | Totale                                | Totale                                | Totale                                | Totale                                | 23                                    | 20                                    |                                       | Record dei play-off | Record dei play-off                                                                                           | Record dei play-off          |
| Totale                                | Totale                                | Totale                                | Totale                                | Totale                                | Totale                                | 652                                   | 663                                   | 29                                    | Stagione regolare e play-off | Stagione regolare e play-off                                                                                  | Stagione regolare e play-off |

Legenda
- Vittoria nel Super Bowl (dal 1966)
- Vittoria nella lega (1920-1969)
- Vittoria nella Conference

- Vittoria nella Division
- Qualificazione al Wild Card Game (dal 1978)
- V = Vittorie

- S = Sconfitte
- P = Pareggi
- T = Posizione a pari merito